# ケーレシ・チョマ・シャーンドル

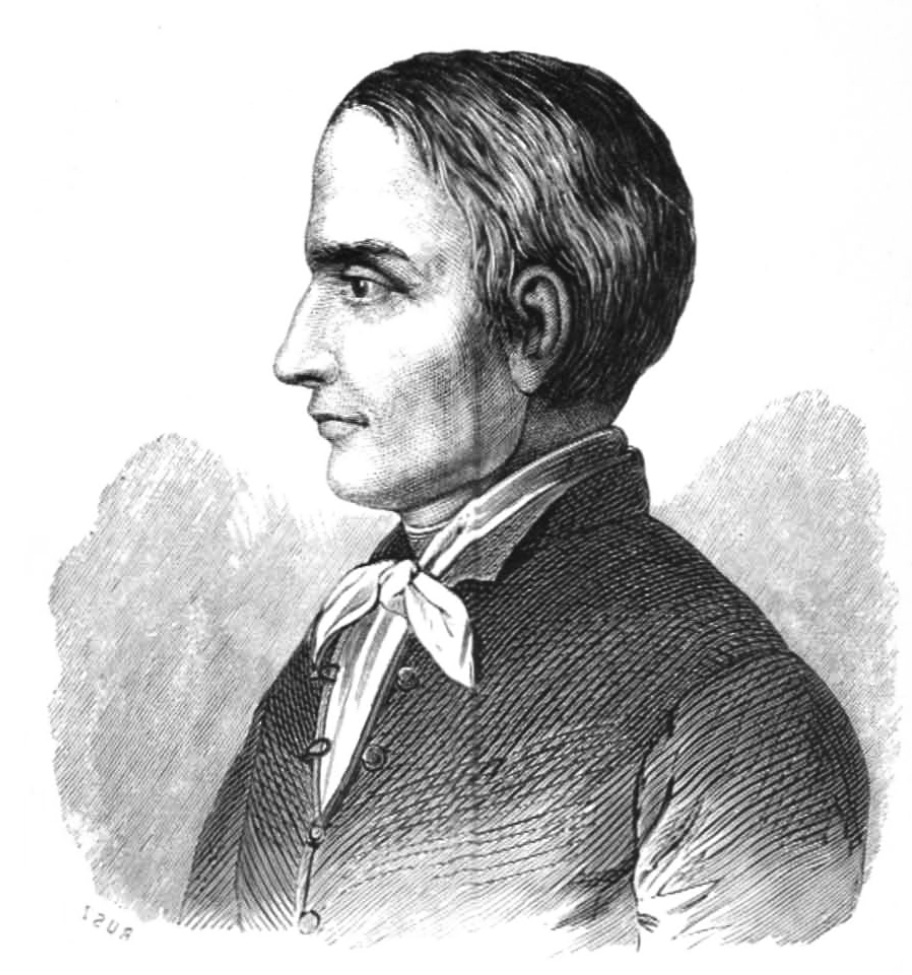
ケーレシ・チョマ・シャーンドル（シェフト・アゴストン (Schöfft Ágoston) によるリトグラフ画）

ケーレシ・チョマ・シャーンドル（ハンガリー語: Kőrösi Csoma Sándor, 1784年4月4日 - 1842年4月11日）またはアレクサンダー・チョーマ・ド・ケーレス（Alexander Csoma de Kőrös, 出版物では印刷上の制約により Körös または Koros と書かれることが多い）は、ハンガリーの東洋学者で、西洋のチベット学の祖。
ケーレシは出身地、チョマが姓、シャーンドルが名である。

## 生涯

チョマの旅の経路

トランシルヴァニアのハーロムセーク（Háromszék, 現在のルーマニアコヴァスナ県）にあるケーレシ村（Kőrös, ルーマニア語：キュルシ／Chiuruș）で生まれた。この村の名は後にチョマにちなんでチョマケーレシ村（ハンガリー語: Csomakőrös）と改められた。
1816年から1818年までゲッティンゲン大学で学んだのち、1819年から1822年にかけて、インドのスリナガルまで陸路を旅した。チョマはマジャル人の故地と信ずる中央アジアにインドから入ろうと試み、1822年にラダック地方のレーに到達した。中央アジアに入ることはできなかったが、ザンスカールのザンラとプクタル、およびカナム（現ヒマーチャル・プラデーシュ州）の僧院でチベット語とチベット仏教を学んだ。
1831年以降、カルカッタのベンガル・アジア協会で図書館員として働きながら、チベット語・英語辞典およびチベット語文法書などを編纂した。
1842年にラサ入りをめざしたが、途中でマラリアに罹患して、ダージリンで病死した。

### 没後
1933年には、ハンガリーの東洋学会よりチョーマ像が大正大学に寄贈された。
ハンガリー科学アカデミーのチョマ文書は2009年にユネスコ記憶遺産に指定された。